# Igoris Pankratjevas
Igoris Pankratjevas (Vilnius, 9 augustus 1965) is een voormalig voetballer uit Litouwen die na zijn actieve loopbaan het trainersvak instapte.
Zelf speelde Pankratjevas in de periode 1992-1994 vier interlands voor zijn vaderland. Hij beëindigde zijn actieve loopbaan in het seizoen 1997/1998 bij de Oekraïense club Zorja Loehansk. Daarnaast kwam hij onder meer uit voor FK Žalgiris, Dinamo Moskou, Dinamo Kiev en Hessen Kassel.
Pankratjevas volgde in 2013 László Csaba op als bondscoach van de Litouwse nationale ploeg. Hij legde op 12 oktober 2015 zijn functie neer, direct na een 0-3-nederlaag thuis tegen Engeland in de laatste ronde van de kwalificatiereeks voor het EK 2016.